# Tournée de l'équipe de France de rugby à XIII en 1981
La tournée de l'équipe de France de rugby à XIII en 1981 est la cinquième tournée d'une équipe de rugby à XIII représentant la France en hémisphère sud, la dernière étant en 1964. Elle se déroule en Nouvelle-Zélande, Australie et Papouasie-Nouvelle-Guinée, et voit l'équipe de France être battue lors de cinq de ses six Test-matchs.

## Résultats des test-matchs
Le tableau suivant récapitule les résultats de l'équipe de France contre les équipes nationales. 
| No | Date            | Lieu                                             | Match                          | Score   | Compétition |
| -- | --------------- | ------------------------------------------------ | ------------------------------ | ------- | ----------- |
| 1  | 7 juin 1981     | Carlaw Park - Nouvelle-Zélande                   | Nouvelle-Zélande – France      | 26 – 3  | test match  |
| 1  | 21 juin 1981    | Carlaw Park - Nouvelle-Zélande                   | Nouvelle-Zélande – France      | 25 – 2  | test match  |
| 3  | 4 juillet 1981  | Sydney Cricket Ground - Australie                | Australie – France             | 43 – 3  | test match  |
| 4  | 17 juillet 1981 | Lang Park - Australie                            | Australie – France             | 17 – 2  | test match  |
| 6  | 23 août 1981    | PNG Football Stadium - Papouasie-Nouvelle-Guinée | Papouasie-Nlle-Guinée – France | 13 – 13 | test match  |

## Groupe de la tournée
La tournée est alternativement dirigée par Robert Rouanet et Jean-Paul Verdaguer. L'entraîneur est Roger Garrigue et le manager Louis Bonnery.
| Joueur              | Date de naissance | Club               |
| Guy Alard           | 22 octobre 1955   | Carcassonne        |
| Marc Ambert         | 30 juin 1954      | Pia                |
| Jean-Louis Bézard   |                   | Pamiers            |
| Manuel Caravaca     | 23 juin 1954      | Carcassonne        |
| Delphin Castanon    |                   | Lézignan           |
| Max Chantal         | 21 août 1958      | Villeneuve-sur-Lot |
| Serge Costals       | 24 juin 1959      | Saint-Estève       |
| Henri Daniel        | 15 février 1950   | Pia                |
| Guy Delaunay        | 24 septembre 1960 | XIII Catalan       |
| Philippe Fourquet   | 9 septembre 1960  | Villeneuve-sur-Lot |
| José Giné           | 3 octobre 1952    | Roanne             |
| Laurent Girardet    |                   | Pamiers            |
| Pierre Gonzalès     |                   | Pamiers            |
| Ivan Grésèque       | 20 juillet 1953   | XIII Catalan       |
| Hervé Guiraud       | 2 décembre 1952   | Lézignan           |
| Didier Hermet       | 19 décembre 1949  | Villeneuve-sur-Lot |
| Guy Hermet          |                   |                    |
| Bernard Imbert      | 15 février 1957   | Avignon            |
| Jacky Imbert        |                   | Le Pontet          |
| Guy Laforgue        | 13 avril 1958     | XIII Catalan       |
| Christian Maccali   | 21 août 1958      | Villeneuve-sur-Lot |
| André Malacamp      |                   | Carcassonne        |
| Michel Naudo        | 1er mai 1955      | Pia                |
| Alain Pérez         |                   | XIII Catalan       |
| André Pérez         |                   | Toulouse           |
| Marcel Pillon       | 21 avril 1955     | Saint-Estève       |
| Hugues Ratier       | 4 janvier 1960    | Lézignan           |
| Sébastien Rodriguez | 1er novembre 1955 | Pia                |
| Joël Roosebrouck    | 9 septembre 1953  | Villeneuve-sur-Lot |
| Jean-Jacques Vila   | 14 août 1956      | XIII Catalan       |
| Charles Zalduendo   | 17 août 1952      | Villeneuve-sur-Lot |